# Hoplitis improceros
Hoplitis improceros là một loài Hymenoptera trong họ Megachilidae. Loài này được van der Zanden mô tả khoa học năm 1998.